# Завод суперфосфату в Олбані
Завод суперфосфату в Олбані – виробничий майданчик на заході південного узбережжя Австралії.
Завод ввела в дію у 1954 році Albany Superphosphate Company Pty. Ltd., засновниками якої виступили обидва виробника добрив у штаті Західна Австралія – Cuming Smith Mount Lyell Farmers Fertiliser Limited (CSML, мала суперфосфатні майданчики в Норт-Фрімантлі, Bassendean, Джералдтоні та Банбері) і Cresco Fertilizers (завод суперфосфату у Бейсвотер). Первісна проектна потужність заводу в Олбані становила 60 тисяч тонн суперфосфату на рік.
Технологічний процес виробництва суперфосфату передбачає обробку фосфоритів сульфатною кислотою, яку продукували на самому майданчику шляхом спалювання сірки. Сірку зазвичай імпортували з канадських газопереробних заводів, тоді як фосфорити надходили з островів Науру та Різдва.
З 1970-го майданчик в Олбані використовували для дистрибуції сечовини, яка надходила з заводу на острові Гібсон (штат Квінсленд).
CSML мала трьох засновників, частка одного з яких в 1964-му перейшла до British Petroleum, після чого CSML отримала назву Cuming Smith British Petroleum and Farmers Limited (CSBP). У 1970-му CSBP викупила активи Cresco Fertilizers в Західній Австралії і таким чином сконцентрувала всі суперфосфатні заводи штату в одних руках.
У першій половині 2000-х повідомялось, що завод виробляє понад сто тисяч тонн суперфосфату на рік («в чотири рази більше, аніж в перший рік діяльності, коли продали 28 тисяч тонн»).
Екологічна декларація за 2016 – 2017 фінансовий рік повідомляє, що при загальній потужності майданчику в Олбані у 416 тисяч тонн фактичний рівень її використання склав 98 тисяч тонн, проте не містить роз’яснення, чи зазначені показники включають лише виробництво добрив або їх виробництво та дистрибуцію.